# レアルモンテ
レアルモンテ（イタリア語: Realmonte）は、イタリア共和国シチリア自治州アグリジェント県にある、人口約4,600人の基礎自治体（コムーネ）。

## 地理

### 位置・広がり

#### 隣接コムーネ
隣接するコムーネは以下の通り。
- アグリジェント
- ポルト・エンペードクレ
- シクリアーナ